# Mary E. Hunt
Mary Elizabeth Hunt (* 1951) ist eine US-amerikanische römisch-katholische Theologin.

## Leben
Hunt studierte Katholische Theologie an der Theological Union in Berkeley, Kalifornien, an der Jesuit School of Theology at Berkeley und an der Marquette University. Sie ist Mitgründerin der US-amerikanischen Organisation Women’s Alliance for Theology, Ethics and Ritual (WATER) in Maryland. 1984 gehörte Hunt zu den römisch-katholischen Theologen, die die Kampagne A Catholic Statement on Pluralism and Abortion in der Zeitung New York Times unterzeichneten. Sie wohnt in Silver Spring, Maryland, mit ihrer Lebenspartnerin und hat eine Tochter.
In vielen weiteren Einzelbeiträgen schrieb sie Artikel in verschiedenen theologischen Zeitschriften.

## Werke (Auswahl)
- A Guide for Women in Religion: Making Your Way from A to Z, Palgrave, 2004
- Fierce Tenderness: A Feminist Theology of Friendship, 1991
- New Feminist Christianity: Many Voices, Many Views (gemeinsam mit Diann L. Neu), SkyLight Paths, 2010